# Serra de Cuité

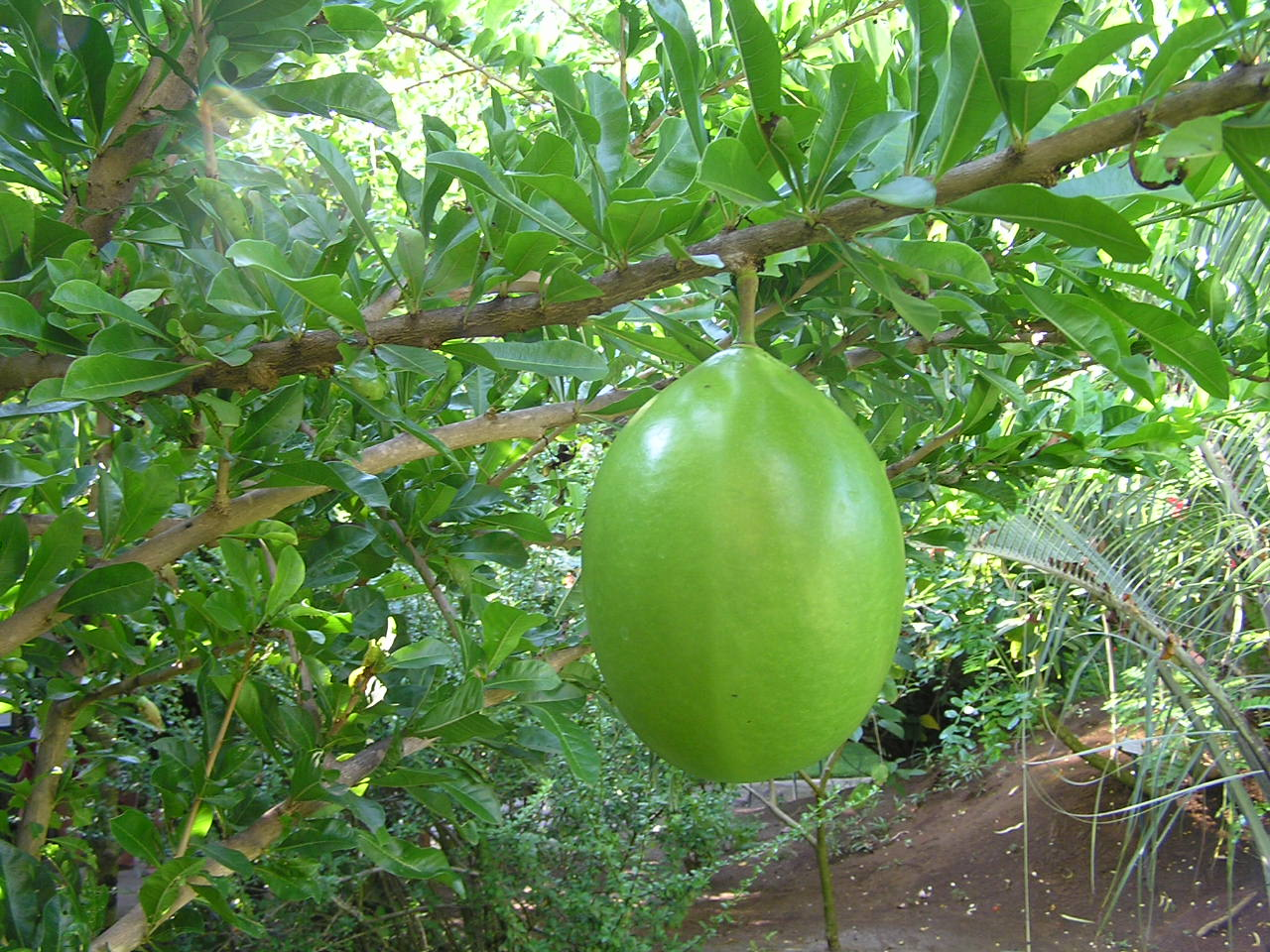
O cuitezeiro, árvore que pela abundância deu nome à serra.

A serra de Cuité é um contraforte do planalto da Borborema situado ao noroeste do agreste paraibano, na divisa com o Rio Grande do Norte. Tal elevação, que se estende no sentido oeste–leste pelo município de Cuité, serve de divisa natural entre ambos os estados. Além de Cuité, a serra engloba os municípios de Nova Floresta (PB), Jaçanã (RN) e parte do município de Coronel Ezequiel (RN).

## História

### Etimologia
O termo Cuité vem do tupi kui-eté ou cui-eté e significa «vasilha verdadeira» (boa, útil).

### Povoamento da região
A região era habitada por indígenas caicós e janduís até por volta de 1700, quando batedores da então Capitania da Paraíba chegaram à área e partiram em atroz perseguição aos aldeamentos dos índios. Depois de lutas sangrentas, os indígenas se renderam e os indivíduos que restaram foram transferidos para o litoral potiguar.
A área então ficou aberta à chegada dos conquistadores (pecuaristas e agricultores).

## Geografia
A serra se localiza a noroeste do Curimataú, limitando-se a oeste com a bacia do rio Seridó e a norte com o do Trairi. Seu  topo se caracteriza pela forma aplainada, com platôs erodidos pelo tempo em quase toda sua extensão, cuja parte mais elevada chega a quase 700 metros em relação ao nível do mar.
O padre Luiz Santiago, na sua obra Serra de Cuité, de 1936, descreveu a área da seguinte maneira:
A serra de Cuité é um ramal da cordilheira da Borborema, medindo de nascente a poente oito léguas e uma media de três de norte a sul, no chapadão da serra.
A região é formada de solos lateríticos ferruginosos, cobertos por um latossolo avermelhado. O clima é quente e seco com chuvas irregulares durante o ano.
As encostas desse serrote ainda guardam algumas áreas propícias ao ecoturismo e aos esportes de aventura. As trilhas e paredões de rocha, presentes em quase toda a sua extensão, são um convite aos praticantes de tais esportes. A região parece também propícia à prática de voo livre.